# Beautiful Minds
Beautiful Minds – kolaboracyjny album amerykańskich raperów Killah Priesta i Chief Kamachiego wydany 23 września 2008 nakładem wytwórni Good Hands Records.

## Lista utworów
Opracowano na podstawie źródła.
| 1.  | "Beautiful Minds"                                                               | 2:55  |
|     | - Producent: Emonex                                                             |       |
| 2.  | "All Hail"                                                                      | 3:53  |
|     | - Producent: Diamond Legit                                                      |       |
| 3.  | "Closest"                                                                       | 3:28  |
|     | - Producent: Diamond Legit - Sample: Yasuharu Takanashi - "Kodoku (Loneliness)" |       |
| 4.  | "Reflections"                                                                   | 2:57  |
|     | - Producent: Danny Diggs                                                        |       |
| 5.  | "Illest"                                                                        | 4:26  |
|     | - Gościnnie: Planet Asia - Producent: C Sik - Scratche: DJ Rhettmatic           |       |
| 6.  | "Most High"                                                                     | 3:54  |
|     | - Producent: Tekneek                                                            |       |
| 7.  | "Time Out Revisted (Interlude)"                                                 | 1:27  |
|     | - Producent: Dev Rocka                                                          |       |
| 8.  | "Don't Waste Your Lungs"                                                        | 2:49  |
|     | - Producent: Tekneek                                                            |       |
| 9.  | "All Been Buried"                                                               | 4:06  |
|     | - Producent: E. Dan                                                             |       |
| 10. | "Blessing"                                                                      | 2:59  |
|     | - Producent: Tekneek - Sample: O.V. Wright - "A Fool Can't See the Light"       |       |
| 11. | "See Clearly"                                                                   | 4:54  |
|     | - Producent: DJ Woool                                                           |       |
| 12. | "Scrolls"                                                                       | 3:06  |
|     | - Producent: C Sik - Scratche: DJ Rhettmatic                                    |       |
|     |                                                                                 | 40:54 |
|     |                                                                                 |       |